# Avvakum
Habacuque Pedro (em russo:  Аввакум Петров, Avvakum Petrov; em latim: Habacuc Petrus; Grigorovo, 20 de novembro de 1620 ou 1621 - Pustozyorsk, 14 de abril de 1682), popularmente conhecido como Avvakum ou Abako, foi um eclesiástico russo que serviu como protopapa da Catedral de Kazan na Praça Vermelha que liderou a oposição às reformas do Patriarca Nikon na Igreja Ortodoxa Russa. A sua autobiografia e cartas ao czar, boiarina Morozova e outros velhos crentes são consideradas obras-primas da literatura russa do século XVII.
Apesar da sua perseguição e morte durante uma sublevação promovida contra o Patriarca das Rússias em 1682, grupos que rejeitaram as mudanças litúrgicas persistiram. Eles passaram a ser chamados de velhos crentes ou "Abakumitas".

## Traduções para inglês
- The Life Written by Himself, Columbia University Press, 2021 (The Russian Library). Traduzido por Kenneth N. Brostrom.